# Paraliparis skeliphrus
Paraliparis skeliphrus is een straalvinnige vissensoort uit de familie van snotolven (Cyclopteridae). De wetenschappelijke naam van de soort is voor het eerst geldig gepubliceerd in 2005 door Stein.